# Актор (UML)

Зображення актора в UML.

Актор в UML (англ. Actor) — це роль, що виконується сутностями (людина, інша система тощо), які взаємодіють з системою.
Актори (дійові особи) є зовнішніми по відношенню до системи. Наприклад, актор Student є зовнішнім по відношенню до системи управління факультетом. Однак, попри це, система зберігає дані про студентів у вигляді об'єктів класу StudentDetails. Треба чітко розрізняти внутрішнє представлення від зовнішнього актора Student.
Взаємодія акторів з системою зображується на діаграмі прецедентів (діаграмі варіантів використання).

## Час як актор
Актором може виступати час. Якщо щось, що відбувається з системою в строго визначений час, ініціалізується не одним з акторів, можна ввести актора Time (час).
Наприклад, створення резервної копії оцінок студентів 1-го числа кожного місяця.

## Ідентифікація акторів
Щоб визначити акторів, потрібно відповісти на такі питання: «Хто або що використовує систему або взаємодіє з нею і які ролі вони виконують при взаємодії з нею?»
Наступні питання також допоможуть ідентифікувати акторів:
- Що налаштовує систему?
- Хто запускає та виключає систему?
- Хто обслуговує систему?
- Які системи взаємодіють з нею?
- Хто або що отримує або постачає інформацію системі?
- Чи відбувається щось в точно визначений час?

## Зображення
Актори можуть бути зображені у вигляді класа зі стереотипом «actor» або у вигляді людини. Причому у більшості випадків розробники віддають перевагу першому варіанту, якщо роль виконується іншою системою, та другому — для ролей, які будуть виконуватися людьми.